# Dancing Times
Dancing Times — ежемесячный журнал, издающийся в Великобритании начиная с 1894 года. Старейшее в мире периодическое издание, посвящённое танцу. В 1958 году из него был выделен журнал Ballroom Dancing Times (ныне Dance Today), посвящённый бальному танцу.

## История
Журнал начал издаваться в 1894 году в качестве вестника лондонского «Зала Кавендиш» (Cavendish Rooms) и изначально был посвящён бальному танцу. В 1910 году его купили Т. М. Миддлтон и танцевальный критик Филипп Ричардсон, после чего журнал был превращён в национальный, а его тематика расширилась за счёт освещения других форм танца.
Ричардсон, который был редактором издания до 1958 года, а затем его президентом вплоть до своей смерти в 1963 году, был инициатором создания таких ведущих британских танцевальных организаций, как Королевская академия танца (профессиональное объединение педагогов балета, основанное в 1920 году), Британский танцевальный совет, основанный в 1929 году и выработавший технические требования и стандарты «английского стиля» бальных танцев и «Общество Камарго», существовавшее в 1930—1933 годах и существенно повлиявшее на становление английского балета. События, связанные с образованием и деятельностью этих организаций, неизменно освещались на страницах журнала.
Журналист А. Фрэнкс, ставший редактором журнала в 1958 году, выделил «бальную» тематику в отдельное издание, Ballroom Dancing Times (с 2001 года — Dance Today, посвящённый бальным и социальным танцам), а в 1962 году увеличил формат Dancing Times вдвое, до современного A4. После его неожиданной смерти в 1963 году руководство журналом перешло к его помощнице Мэри Кларк, которая занимала этот пост на протяжении 45 лет, до 2008 года, когда редактором стал Джонатан Грей.

## Редакторы
- 1910—1958 — Филипп Ричардсон[англ.]
- 1958—1963 — А. Фрэнкс (A. H. Franks)
- 1963—2008 — Мэри Кларк[англ.]
- с 2008 — Джонатан Грей[англ.]